# Alex Honnold
Alex Honnold (* 17. srpna 1985 Sacramento) je americký horolezec známý hlavně díky lezení ve stylu free solo (lezení bez jištění), a vícedélkovému lezení. Honnold je jediný člověk, kterému se podařilo bez jištění přelézt stěnu El Capitan v Yosemitském národním parku a je držitelem rekordu ve zdolání takzvané Triple crown - vylezení tří cest na Mount Watkins, The Nose a Half Dome - v čase 18 hodin a 50 minut. Honnold sám říká, že má rád vysoké, dlouhé cesty, které může zkoušet rychle zdolávat.
S lezením začal v jedenácti letech. Po dokončení střední školy nastoupil na Kalifornskou univerzitu v Berkeley, avšak ve svých devatenácti letech studium ukončil a následně se věnoval výhradně lezení. Dne 17. června 2012 stanovil spolu s Hansem Florinem nový rekord cestou The Nose na stěně El Capitan (2:23:46). Spolu s Tommym Caldwellem přetraverzoval v únoru 2014 během pěti dnů přes celý masiv Fitz Roy v Patagonii. V roce 2015 vydal knihu Alone on the Wall (v češtině o rok později pod názvem Sám ve stěně). Dne 3. června 2017 provedl vůbec první sólový výstup na El Capitan bez použití jištění. Vrcholu dosáhl za tři hodiny a 56 minut.. Jeho výstup dokumentuje film Free Solo ( https://www.csfd.cz/film/650707-free-solo/ ), který získal ocenění BAFTA a Cenu Akademie.
Honnoldovou inspirací jsou lezci jako Peter Croft, John Bachar a Tommy Caldwell, ale hlavně krásná místa jako třeba El Capitan v Yosemitském národním parku.

## Život a práce
Alex Honnold se narodil v Sacramentu v Kalifornii. Oba jeho rodiče, Dierdre Wolownick a Charles Forrest Honnold, jsou profesory na komunitní vysoké škole. Otec má kořeny v Německu a matka v Polsku. Alex začal s lezením na stěně ve věku pěti let a když mu bylo deset, lezl „několikrát za týden“. Jako teenager se zúčastnil mnoha národních a mezinárodních lezeckých soutěží.
„Nikdy jsem (jako dítě) nebyl úplně špatný lezec, ale taky jsem nebyl nijak výjimečný“, říká. „Byla spousta lezců mnohem, mnohem silnějších než já, kteří začali lézt už v dětství a byli okamžitě strašlivě silní. Měli prostě dar od přírody, a to jsem já nikdy neměl. Jen jsem miloval lezení a nikdy jsem s ním nepřestal, takže jsem se, přirozeně, zlepšil, ale nikdy jsem nebyl nijak zvlášť nadaný.“
Po absolvování sacramentské střední školy Mira Loma v roce 2003 se Honnold přihlásil na Kalifornskou univerzitu v Berkley na stavební inženýrství. Během prvního roku studia na univerzitě se jeho rodiče rozvedli a zemřel dědeček z matčiny strany, Alex nechodil na hodiny a čas trávil sám, boulderováním v parku Indian Rock. Řekl, že situace tehdy byla „ohavná … Nebydlel jsem na kolejích, měli jsme rodinného přítele, který mi pronajímal dvoupokojový byt ve městě. Během toho jednoho roku na Berkley jsem nikdy nikoho nepotkal. Nikdy jsem s nikým nemluvil.“
Po roce ze školy odešel, přestěhoval se zpět domů a projížděl kalifornské lezecké oblasti. „Srostl jsem s maminčiným minivanem, který byl mou základnou“, řekl. „Jezdíval jsem do Joshua Tree kvůli lezení, nebo do Los Angeles za přítelkyní. Můj okruh byl malinký a život finančně nenáročný. Auto jsem docela rychle zničil, jednoho dne prostě umřelo, a tak jsem další rok jezdil na kole a spal ve stanu.“
V roce 2007 si koupil dodávku z roku 2002, Ford Econoline E150, díky které se mohl začít soustředit na lezení a objíždět oblasti podle toho, jaké bylo počasí.

Americký horolezecký časopis Alpinist v roce 2011 napsal:
Honnold se v lezeckém světě vynořil za pochodu, jako úplný lezec. Do roku 2006 o něm nikdy nikdo neslyšel. V roce 2007 přelezl během jednoho dne stylem free solo yosemitské cesty Astroman a Rostrum, tím se vyrovnal legendárnímu výkonu Petera Crofta z roku 1987, a najednou byl celkem známý. O rok později vysóloval 366 metrů dlouhou prstovou spáru obtížnosti 5.12d (7c), která se táhne masivem Moonlight Buttress v národním parku Zion. Výstup byl nahlášen 1. dubna. Lidé si čtyři dny mysleli, že jde o aprílový žert. Pět měsíců poté udělal Honnold něco nevídaného a vysóloval přes 600 metrů vysokou, ledovcem utvořenou severozápadní stěnu (Regular Northwest Face) skalního útvaru Half Dome. Croft o tomto výkonu prohlásil, že je to nejpozoruhodnější výstup bez lana, který kdy kdo podnikl.
Veřejně známým se stal poté, co se vysólování cesty Regular Northwest Face na Half Dome objevilo ve filmu Sám ve stěně a v následném rozhovoru pro pořad 60 Minutes.
V listopadu 2001 Honnold spolu s Hansem Florinem nestihli s časem 2:37 o 45 sekund přebít rekordní čas přelezení cesty The Nose na stěnu El Capitan. 17. června 2012 ve stejné cestě vytvořili nový rekord s časem 2:23:46 (nebo 2:23:51).
Americké společnost Clif Bar v listopadu 2014 oznámila, že odmítá Honnolda a další čtyři lezce (většinou ty, kteří lezou stylem free solo) nadále sponzorovat. V otevřeném dopise napsali: „Dospěli jsme k názoru, že tyto formy lezení posouvají hranice a risk tam, kam už nejsme ochotní zacházet.“
3. června 2017 Honnold jako první vylezl v čase 3 hodiny a 56 minut stylem free solo 884 metrů dlouhou cestu Freerider na stěnu El Capitan. Výkon popsaný jako „jeden z nejúžasnějších atletických výkonů všech dob“  byl zachycen lezcem a fotografem Jimmym Chinem a jeho ženou, dokumentární filmařkou Elizabeth Chai Vasarhelyi, ve snímku Free Solo. Krom jiných ocenění film v roce 2018 získal Oscara v kategorii „nejlepší dokument“.
6. června 2018 se Honnold spojil s Tommym Caldwellem aby překonali rychlostní rekord v cestě The Nose na stěnu El Capitan v Yosemitském národním parku. Zhruba devětsetmetrovou cestu zdolali v čase 1:58:07 a stali se tak prvními lezci, kteří ji vylezli rychleji než za 2 hodiny.

## Osobní život
Více než deset let žil Honnold v dodávce. „Myslím, že bydlení v dodávce není nijak zvlášť přitažlivé,“ řekl. „Ne že bych nějak miloval žití v autě, to co mám rád jsou místa, která díky tomu poznám. Miluji to v Yosemitech, miluji to vlastně kdekoliv, kde je dobré počasí, miluji to, že si můžu dovolit jezdit na místa, kde jsou dobré podmínky. A je to docela pohodlné. Takže bydlení v autě je vlastně nezbytné… Kdybych mohl nějaký zázrakem teleportovat dům z místa na místo, raději bych bydlel v něm. I když, upřímně, v dodávce to taky celkem jde. Líbí se mi, že mám všechno po ruce. Když se občas ocitnu v hotelovém pokoji, jakože někdy mi přidělí vážně nóbl pokoj, který je velký a musím chodit daleko do koupelny, říkám si: ‚Kdybych tak měl tu lahev.‘ Kdo chce uprostřed noci chodit až do koupelny, když by se mohl jen tak otočit na bok a bylo by to?“  Jeho dodávka je na míru vybavená kuchyňským koutem a skříňkami.
V roce 2017 koupil Honnold dům v Las Vegas. „Nejdříve jsem neměl žádný nábytek a tak jsem prvních pár týdnů bydlel v dodávce na příjezdové cestě. Cítil jsem se tam víc jako doma než v tom prázdném domě.“ Tou dobou vyměnil Ford Econoline, ve kterém jezdil od roku 2007, za nový Ram ProMaster 2016, ve kterém stále bydlí a cestuje většinu roku.
Honnold je vegetarián, nepije alkohol a neužívá žádné jiné drogy. Je náruživým čtenářem, který se zajímá o klasickou literaturu, environmentalismus a ekonomii a sám sebe popisuje jako militantního ateistu a feministu.
Když zrovna neleze, běhá, nebo chodí po horách, aby se udržel v kondici.
Honnold potkal Sanni McCandless na autogramiádě v roce 2015, brzy poté se z nich stal pár. Sanni a její vztah s Honnoldem jsou význačnou součástí filmu Free Solo.
25. prosince Honnold prostřednictvím sociálních sítí oznámil, že jsou zasnoubení a 13. září 2020 se vzali.

## Filantropie
V roce 2012 založil nadaci Honnold Foundation, která si klade za cíl „najít jednoduché, udržitelné způsoby zlepšení kvality života na celém světě“ a v současné době se zaměřuje na podporu solární energie v rozvojových zemích.

## Knihy
- Alone on the Wall: Alex Honnold and the Ultimate Limits of Adventure. London: Pan, 2017. Spolu s Davidem Robertsem. ISBN 978-1447282730

## Filmografie
I když je Honnold známý hlavně díky snímku Free Solo, objevil se i v dalších filmech:
- The Sharp End (2007)[32]
- Alone on the Wall (2008)[33]
- Progression (2009)[34]
- Honnold 3.0 (2012)
- A Line Across the Sky (2015)
- Showdown at Horseshoe Hell (2015)
- Africa Fusion (2016)[35]
- Queen Maud Land (2018)
- Free Solo (2018)
- Reel Rock 14 (2019)
- The Alpinist (2020)

## Ocenění
- 2010: Ocenění časopisu Climbing Golden Piton za sportovní lezení.[10][36]
- 2015: Honnold spolu s Tommym Caldwellem získali Zlatý cepín za první úplný přechod hřebene hory Fitz Roy v Patagonii v Argentině.
- 2018: Cena Roberta a Miriam Underhillových z organizace American Alpine Club za znamenité výkony v rozličných oblastech lezení.[37]
- 2018: Zvláštní uznání Zlatý cepín za mimořádný přínos lezení během roku 2017.